# Yerko Leiva
Pour les articles homonymes, voir Leiva.
Yerko Leiva est un footballeur international chilien né le 14 juin 1998 à Santiago. Il évolue au poste de milieu de terrain au Curicó Unido.

## Biographie

### En équipe nationale
Avec l'équipe du Chili des moins de 17 ans, il participe à la Coupe du monde des moins de 17 ans en 2015. Lors du mondial junior, il joue quatre matchs. Il inscrit un but contre la Croatie. Le Chili est éliminé en huitièmes de finale par le Mexique.
Il participe ensuite avec l'équipe du Chili des moins de 20 ans, au championnat sud-américain des moins de 20 ans en 2017. Il joue quatre matchs lors de cette compétition.
Il reçoit sa première sélection en équipe du Chili le 2 juin 2017, en amical contre le Burkina Faso (victoire 3-0).